# كارول لويس
كارول لويس (بالإنجليزية: Carol Lewis)‏ هي منافسة ألعاب القوى أمريكية، ولدت في 8 أغسطس 1963 في برمنغهام في الولايات المتحدة.

## وصلات خارجية
- كارول لويس على موقع الاتحاد الدولي لألعاب القوى (الإنجليزية)
- كارول لويس على موقع أوليمبيديا (الإنجليزية)